# John Humffreys Parry

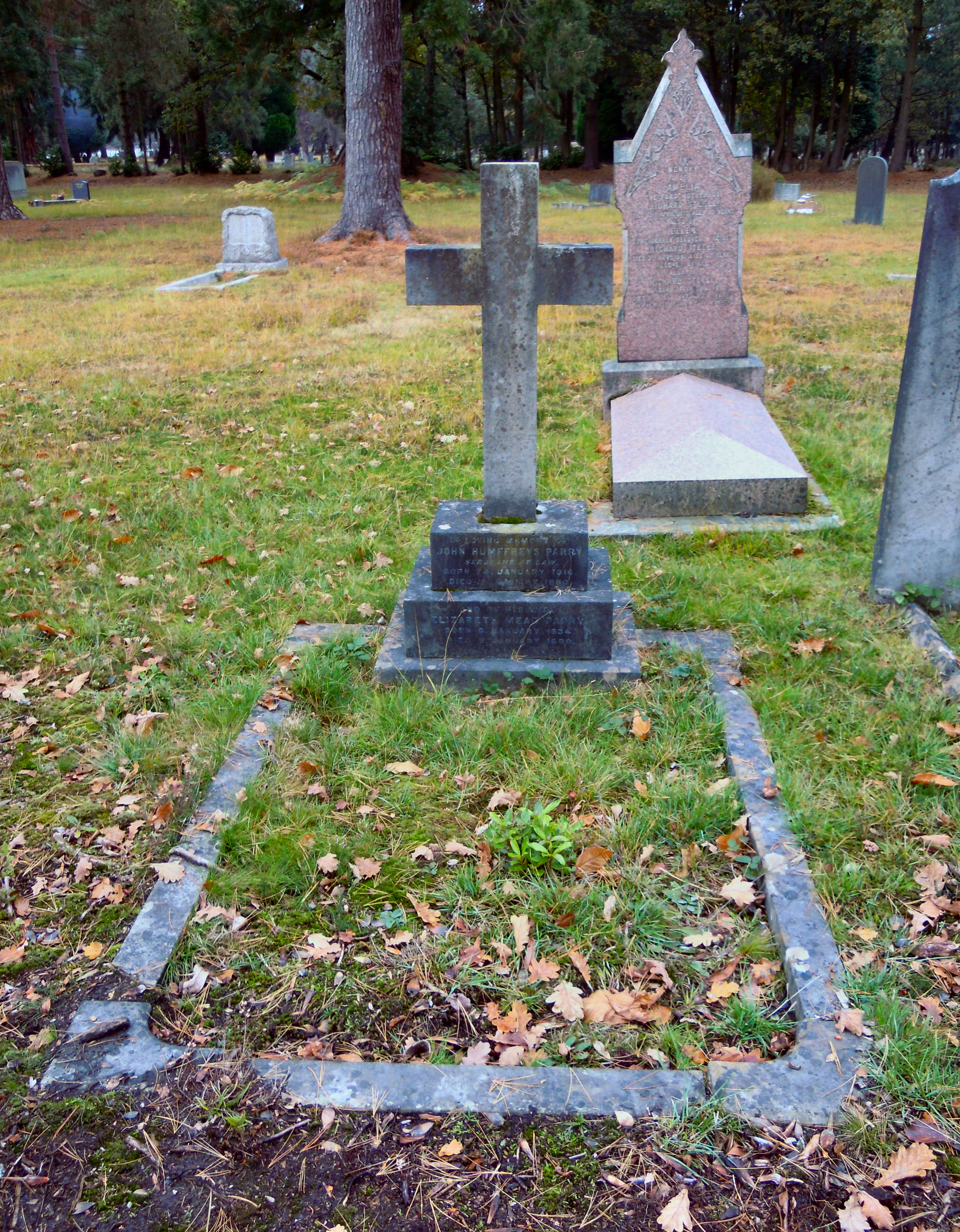
Grabstein von John Humffrey Parry am Brookwood Cemetery in Woking

John Humffreys Parry (* 24. Januar 1816 in London; † 10. Januar 1880 ebenda) war ein britischer Anwalt, Bibliothekar und ab 1856 Serjeant-at-law.

## Leben
John Humffreys Parry wurde am 24. Januar 1816 als Sohn des gleichnamigen Antiquars und seiner Frau, einer Tochter von John Thomas of Llanfyllin, geboren.
Parry war zweimal verheiratet. Seine erste Frau, Margaret New, verstarb am 13. September 1856. Später heiratete Parry mit Elizabeth Mead die Schwester des Theologen und Schuldirektors Edwin Abbott Abbott, mit der er zwei Söhne hatte. Elizabeth verstarb nur wenige Stunden vor Parry selbst am 10. Januar 1880 in dem gemeinsamen Haus in Kensington (London). Beide Ehepartner sollen unter den Folgen eines defekten Abwassersystems gelitten haben, das insbesondere Parrys Lungenkrankheit verschlechtert haben soll. Parry wurde am 15. Januar 1880 am Brookwood Cemetery in Woking beigesetzt.

## Berufliche Laufbahn

### Kaufmännische Ausbildung und Tätigkeit am British Museum

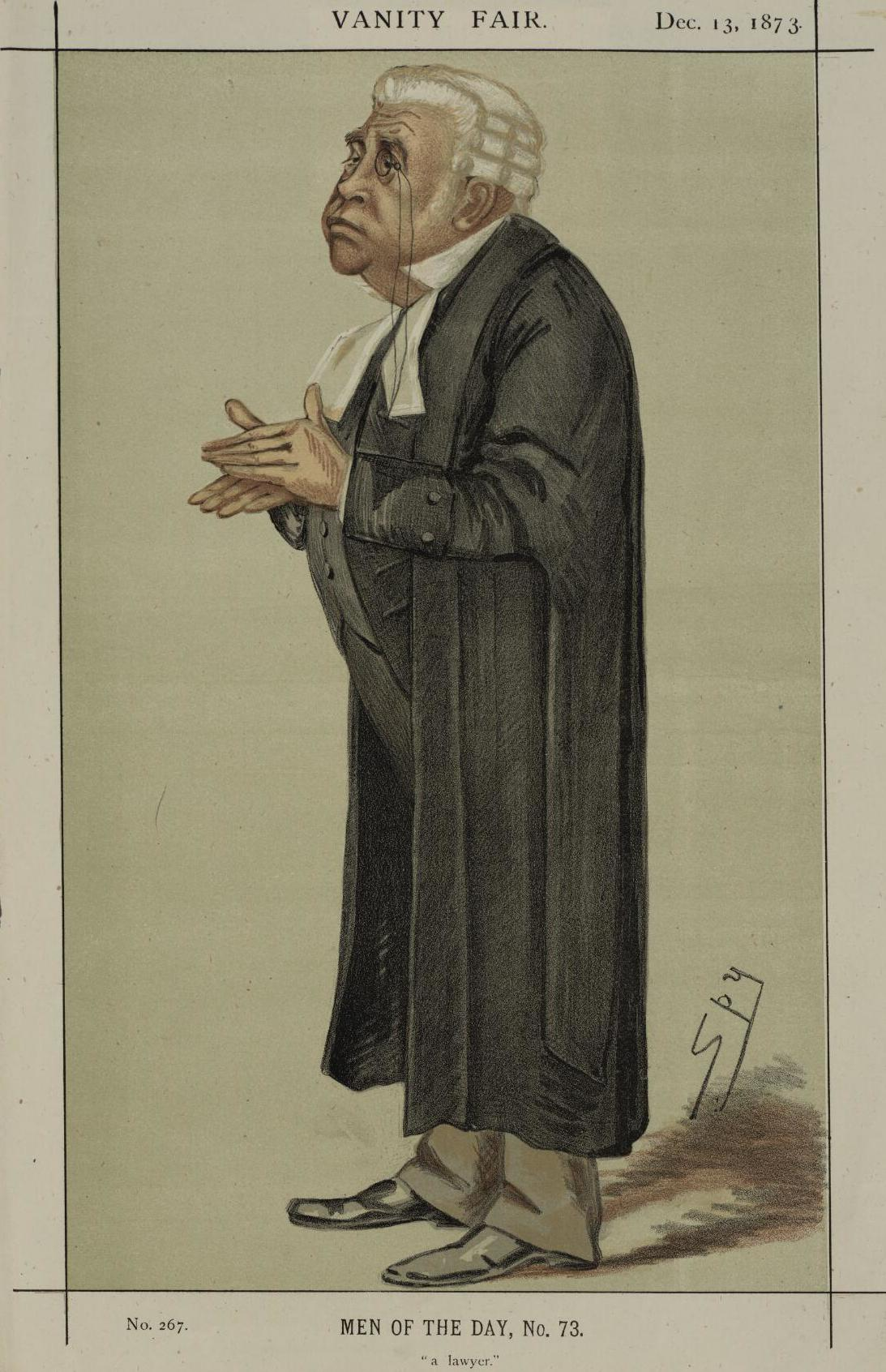
Karikatur von John Humffreys Parry bei der Vanity Fair aus der Welsh Portrait Collection der National Library of Wales

Parry erhielt eine kaufmännische Ausbildung an der Philological School in Marylebone und arbeitete kurze Zeit im Büro eines Londoner Kaufmanns. Da sich Parry mehr für Literatur als für kaufmännische Arbeit interessierte, nahm er 1837 eine befristete Stelle als Assistent in der Bibliothek des British Museums (heute: British Library) an. Dort arbeitete er zusammen mit Anthony Panizzi, John Winter Jones, Thomas Watts und Edward Edwards an der Erstellung eines neuen Bibliothekskataloges.

### Juristische Laufbahn
Während seiner Anstellung am British Museum besuchte Parry auch juristische Vorlesungen an der Aldersgate Institution. Als er schließlich im Juni 1843 als Anwalt vor höheren Gerichten zugelassen wurde, gab Parry seine Stelle am British Museum auf.
Schon bald wurde Parry am Zentralen Strafgerichtshof und bei den vierteljährlich stattfindenden Middlesex Sessions für seine juristischen Auftritte bekannt. Im Juni 1856 wurde Parry zum Serjeant-at-law ernannt, was ihm eine bessere Stelle am Zivilgericht verschaffte. Später vertrat Parry verschiedene Eisenbahnbetreiber (insbesondere London Railway, Brighton Railway  und Coast Railway) bei Prozessen, in denen es um Abfindungen für Grundbesitzer ging.
Im Jahr 1864 erhielt Parry von Lord Westbury ein sogenanntes Patent of Precedence, das ihm aufgrund seiner Position als Serjeant-at-law von den  Lords Campbell und Chelmsford verweigert worden war, und wurde im November 1878 in den Vorsitz des Middle Temple gewählt.

## Publikationen (Auswahl)
- Lord Campbell’s Libel-Act. With an Introduction on the Law of Oral Slander. London : Sweet 1844.
- A Letter on Feargus O'Connor, Esq. London: H. Hetherington 1843.